# Довга (Юргамиський район)
До́вга (рос. Долгая) — присілок у складі Юргамиського району Курганської області, Росія. Входить до складу Скоблінської сільської ради.
Населення — 13 осіб (2010, 20 у 2002).